# FK Hvězda Cheb
Der FK Hvězda Cheb ist ein tschechischer Fußballklub aus der westböhmischen Stadt Cheb (Eger). Der Vorgängerverein spielte in der Tschechoslowakei als Armeesportverein eine Rolle als Ausbildungsstätte für junge Fußballspieler.

## Geschichte
Der 1951 gegründete Verein stieg 1979 in die 1. Liga auf und konnte sich dort bis 1992 halten, als finanzielle Probleme – der Klub musste sich nun selbst finanzieren – zum Abstieg führten. 1993 konnten durch die Teilung der Tschechoslowakei sechs Mannschaften in die neue eigenständige Liga aufsteigen, Union Cheb war als Tabellenvierter der 2. Liga dabei. In der Saison 1993/94 erreichte der Verein mit dem vierten Platz in der 1. Liga das beste Resultat der Vereinsgeschichte.
Ohne staatliche Unterstützung konnte sich der Verein nicht am Leben halten und musste 1996 Konkurs anmelden. Insgesamt spielte der Verein 13 Jahre in der 1. Tschechoslowakischen Liga und belegt damit Platz 21 der ewigen Tabelle nach 1945. Drei Spielzeiten in der 1. Tschechischen Liga reichen für Platz 22 der ewigen Tabelle.
2001 wurde ein Nachfolgeverein namens FK Union Cheb 2001 gegründet, der 2003 in die 4. Liga aufstieg, 2006 folgte der Aufstieg in die 3. Liga (ČFL).
Nach dem finanziellen Aus in der Saison 2008/09 spielt Union Cheb seit dem Sommer 2008 in der 5. Liga (Karlovarsky Kraj Prebor).
Zur Saison 2011/12 tritt der Verein unter dem neuen Namen FK Hvězda Cheb an. Zudem wird eine B-Mannschaft am Spielbetrieb teilnehmen. Mittlerweile spielt der Verein wieder in der viertklassigen Divize A.

## Europapokal-Statistik
Hvězda Cheb nahm 1979/80 als Zweitligameister am allgemein als bedeutungslos empfundenen Mitropapokal teil, vier Mannschaften spielten in einer Gruppe in Hin- und Rückspiel gegeneinander.
| Saison | Bewerb             | Gegner         | Hinspiel | Rückspiel |
| ------ | ------------------ | -------------- | -------- | --------- |
| 1980   | Mitropapokal (Gr.) | Udinese Calcio | 2:3 (A)  | 2:0 (H)   |
| 1980   | Mitropapokal (Gr.) | Celik Zenica   | 1:3 (A)  | 2:1 (H)   |
| 1980   | Mitropapokal (Gr.) | Debreceni VSC  | 2:1 (H)  | 1:2 (A)   |

## Vereinsnamen
- 1951: Vojenská sokolská jednota (VSJ) Sokolovo Cheb
- 1952: DSO Rudá Hvězda Cheb
- 1966: VTJ Dukla Hraničář Cheb
- 1972: TJ Rudá Hvězda (RH) Cheb
- 1990: Sportovni klub policie (SKP) Union Cheb
- 1994: Union Cheb
- 2011: FK Hvězda Cheb

## Trainer
- Karel Kolský (1976–1978)
- František Plass (1978, 1978–1981, 1995–1996)
- Dušan Uhrin (1983–1987, 1989–1990)
- Dušan Radolský (1993–1994)
- Jozef Jarabinský (1994)

## Spieler
- Jozef Chovanec (1979–1981)
- Lubomír Pokluda (1979–1984)
- Jaroslav Šilhavý (1980–1990)
- Jozef Kukučka (1983–1984)
- Petr Samec (1992–1995)